# Albert VI (duc de Bavière)
Pour les articles homonymes, voir Albert VI.
Albert VI de Bavière (allemand : Albrecht VI., der Leuchtenberger, Landgraf von Bayern-Leuchtenberg ; 26 février 1584 - 5 juillet 1666) fils de Guillaume V de Bavière et de Renée de Lorraine, né et décédé à Munich. 

## Biographie
Albert est le régent de 1651 à 1654 pour son jeune neveu, l'électeur Ferdinand Marie. Par l'intermédiaire de son épouse Mechthilde, Albrecht entre en possession du landgraviat de Leuchtenberg, qu'il échange en 1650 contre le Reichsgrafschaft (comté) de Haag. Après la mort de son fils Maximilian Heinrich, Haag retourne à la Bavière. Le successeur d'Albert à Leuchtenberg est Maximilian Philipp Hieronymus de Bavière, le deuxième fils de l'électeur Maximilien Ier. Après sa mort, Leuchtenberg est également uni à la Bavière. 

## Descendance
Marié en 1612 à Mechthilde de Leuchtenberg (24 octobre 1588 - 1er juin 1634), ils ont 5 enfants: 
1. Marie Renée, duchesse de Bavière-Leuchtenberg (3 août 1616 - 1er mars 1630)
2. Charles Jen François, duc de Bavière-Leuchtenberg (10 novembre 1618 - 19 mai 1640)
3. Ferdinand Guillaume, duc de Bavière-Leuchtenberg (25 août 1620 - 23 octobre 1629)
4. Maximilien-Henri de Bavière, archevêque et prince électeur de Cologne (1621-1688)
5. Albert-Sigismond de Bavière, évêque de Freising et de Regensburg en 1668 (5 août 1623 - 4 novembre 1685)